# 图尔塞勒-肖蒙
图尔塞勒-肖蒙（法語：Tourcelles-Chaumont，法語發音：[tuʁsɛl ʃomɔ̃]）是法国阿登省的一个市镇，属于武济耶区。

## 地理
图尔塞勒-肖蒙（49°24'4"N, 4°36'13"E）面积4.81 平方千米，位于法国大東部大區阿登省，该省份为法国北部内陆省份，西接埃纳省，南至马恩省，东临默兹省，北与比利时接壤。
与图尔塞勒-肖蒙接壤的市镇（或旧市镇、城区）包括：布尔克、格里维-卢瓦西、莱凡库尔、马尔斯苏布尔克、基伊。
图尔塞勒-肖蒙的时区为UTC+01:00、UTC+02:00（夏令时）。

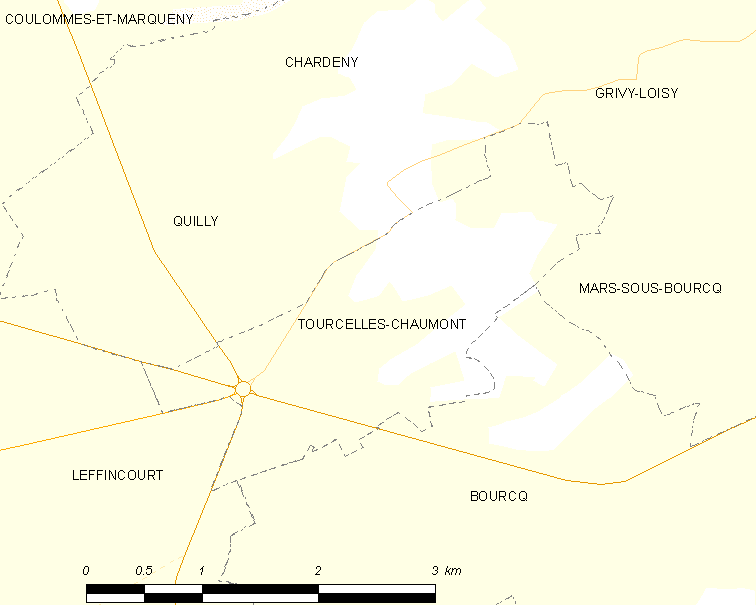
图尔塞勒-肖蒙的OSM定位图

## 行政
图尔塞勒-肖蒙的邮政编码为08400，INSEE市镇编码为08455。

## 政治
图尔塞勒-肖蒙所属的省级选区为阿蒂尼县。

## 人口

1962-2008年间图尔塞勒-肖蒙人口变化图示

图尔塞勒-肖蒙于2022年1月1日时的人口数量为87人。